# Liste der Kulturdenkmäler in Stipshausen
In der Liste der Kulturdenkmäler in Stipshausen sind alle Kulturdenkmäler der rheinland-pfälzischen Ortsgemeinde Stipshausen aufgeführt. Grundlage ist die Denkmalliste des Landes Rheinland-Pfalz (Stand: 12. Juni 2023).

## Denkmalzonen
| Bezeichnung                    | Lage             | Baujahr                            | Beschreibung | Bild |
| ------------------------------ | ---------------- | ---------------------------------- | --- | ---- |
| Denkmalzone Kaisergarten       | Hauptstraße Lage | nach 1871                          | kreisförmige Pflanzung von acht Linden, anlässlich der Reichsgründung nach 1871 gepflanzt, eine der letzten Anlagen ihrer Art | BW   |
| Denkmalzone Jüdischer Friedhof | Schulstraße Lage | zweite Hälfte des 19. Jahrhunderts | in der zweiten Hälfte des 19. Jahrhunderts angelegt; 17 Grabsteine in situ, 1868 bis 1940                                     | BW   |

## Einzeldenkmäler
| Bezeichnung              | Lage                                     | Baujahr                           | Beschreibung | Bild                           |
| ------------------------ | ---------------------------------------- | --------------------------------- | --- | ------------------------------ |
| Hofanlage                | Hauptstraße 24 Lage                      | erste Hälfte des 19. Jahrhunderts | Streckhof, teilweise Fachwerk, teilweise verschiefert, wohl aus der ersten Hälfte des 19. Jahrhunderts                                                            | BW                             |
| Wohnhaus                 | Hauptstraße 25 Lage                      | vor 1800                          | breitgiebeliges Wohnhaus, im Kern vor 1800 | BW                             |
| Evangelische Pfarrkirche | Hauptstraße 42 Lage                      | 1772–79                           | Saalbau mit stattlichem Dachreiter, 1772–79, Architekt eventuell Johann Thomas Petri, Kirn; mit Ausstattung; Stumm-Orgel von 1861 (Prospekt neu); Glocke von 1492 | weitere Bilder Fotos hochladen |
| Schulhaus                | Schulstraße 3 Lage                       | um 1900                           | ehemalige katholische Schule; asymmetrischer Krüppelwalmdachbau, um 1900                                                                                          | BW                             |
| Hofanlage                | Zum Idar 3 Lage                          | spätes 19. Jahrhundert            | kleiner Streckhof, spätes 19. Jahrhundert; straßenbildprägend | BW                             |
| Gerwertsmühle            | südlich des Ortes (Gerwertsmühle 1) Lage | 1815                              | kleines Mühlengebäude, bezeichnet 1815; mit technischer Ausstattung, Müllerwohnung, Werkstatt, Stallungen im Kellergeschoss                                       | BW                             |
| Stipshausener Mühle      | südlich des Ortes am Kappelbach Lage     | 18. Jahrhundert                   | stattlicher Krüppelwalmdachbau, teilweise Fachwerk, 18. Jahrhundert                                                                                               | BW                             |